# ایرما وپ
ایرما وپ (به فرانسوی: Irma Vep) فیلمی به کارگردانی الیویه آسایاس است که در سال ۱۹۹۶ منتشر شد. این فیلم که با بودجه‌ای اندک ساخته شده، در قالب یک فیلم در فیلم، روایتگر تلاش کارگردانی است که قصد بازسازی فیلم خون‌آشام‌ها به کارگردانی لویی فویاد را دارد.

## داستان
رنه ودال، کارگردان فرانسوی، قصد دارد فیلمی به نام ایرما وپ بسازد که در واقع بازسازی فیلم خون‌آشام‌ها اثر لویی فویاد است. او بازیگری چینی را برای بازی در نقش ایرما وپ (زن خون‌آشام فیلم اصلی) برمی‌گزیند که برای فرانسوی‌ها پذیرفتنی نیست. عوامل تولید در ادامه کار، شخصیت ودال و روابط او با بازیگر چینی را تحمل نمی‌کنند و سرانجام او را از فیلم کنار گذاشته و ساخت فیلم را با کارگردان دیگری ادامه می‌دهند.

## بازیگران
- مگی چونگ
- ژان‌پیر لئو
- ناتالی ریشار
- الکس دسکاس
- آرسینه خانجیان
- بول اوژیه
- لو کاستل

## مجموعه تلویزیونی
آسایاس در سال ۲۰۲۲ یک مجموعه تلویزیونی هشت قسمتی را با همین نام و داستانی تقریبا مشابه این فیلم ساخت.